# پدرام علیزاده
پدرام علیزاده (متولد، تهران) کارگردان و فیلمنامه‌نویس ایرانی‌ است.

## آثار

### کارگردان
- خشکسالی و دروغ (فیلم) (۱۳۹۵)
- آخرین سرقت (۱۳۸۹)

### دستیار اول کارگردان
- عصبانی نیستم (۱۳۹۳)

### برنامه‌ریز
- عصبانی نیستم (۱۳۹۳)

### نویسنده
- آخرین سرقت (۱۳۸۹)

### سرمایه‌گذار
- آخرین سرقت (۱۳۸۹)

### دستیار دوم کارگردان
- جایی در دوردست (۱۳۸۴)